# 우쉬즈
우쉬즈(중국어 정체자: 吳旭智, 병음: Wú Xù Zhì, 1976년 1월 1일 ~ )는 타이완의 정치인, 과학자이다. 민국당의 정보 책임자를 역임했다.

## 학력
- 국립교통대학 박사

## 같이 보기
- 쉬신잉
- 쉬스쉰
- 추징야
- 장징팡
- 장청
- 랴오베이잉

## 역대 선거 결과
| 선거명               | 직책명   | 선거구               | 대수 | 정당   | 득표율 | 득표수  | 결과 | 당락 |
| -------------------- | -------- | -------------------- | ---- | ------ | ------ | ------- | ---- | ---- |
| 2016년 입법위원 선거 | 입법위원 | 타이베이시 제6선거구 | 9대  | 민국당 | 3.71%  | 5,962표 | 3위  | 낙선 |
| 2018년 지방 선거     | 현의원   | 신주현 제1선거구     | 19대 | 민국당 | 4.91%  | 3,987표 | 8위  | 당선 |
| 2020년 입법위원 선거 | 입법위원 | 신주현 제1선거구     | 10대 | 국회당 | 6.48%  | 9,623표 | 3위  | 낙선 |
| 2022년 지방 선거     | 현의원   | 신주현 제1선거구     | 20대 | 국민당 | 8.65%  | 6,912표 | 2위  | 당선 |